# 莎伦·克里普斯
莎伦·克里普斯（英語：Sharon Cripps，1977年6月29日—），澳大利亚女子田径运动员。她曾代表澳大利亚参加1998年和2002年英联邦运动会田径比赛，获得一枚金牌。她也曾参加1996年和2000年夏季奥林匹克运动会。